# Schooldirecteur
Een schooldirecteur of kortweg directeur is de bestuurder van een school. De invulling van deze baan verschilt sterk van land tot land. Soms is de directeur ook onderwijzer. 

## Rector
In Nederland wordt de voorzitter van het dagelijks bestuur van een school of scholengemeenschap voor voortgezet onderwijs rector genoemd, of, als het een vrouw betreft, rectrix. Hij of zij vervult doorgaans administratieve en bestuurlijke taken, en geeft soms ook les. De rector kan bij deze taken worden terzijde gestaan door een of meer conrectoren. Oorspronkelijk was de benaming voorbehouden aan directeuren van Latijnse scholen en later gymnasia, maar bij samenvoegingen met andere schoolsoorten werd de benaming rector doorgaans gehandhaafd. De huidige Nederlandse wetgeving voor voortgezet onderwijs schrijft voor dat aan het hoofd van een school voor voorbereidend wetenschappelijk onderwijs een rector staat, terwijl bij andere scholen voor voortgezet onderwijs een directeur aan het hoofd staat.
In België werd de directeur van sommige scholen binnen het katholieke onderwijsnet rector genoemd. Dit gold meer bepaald voor de colleges geleid door jezuïeten, wanneer een jezuïet aan het hoofd van de school stond. In bisschoppelijke colleges werd deze persoon gewoonlijk principaal genoemd en in de rijksscholen prefect. Deze benamingen zijn allen vervangen door het meer universele directeur.

## Situatie naar land

### Vlaanderen
In kleinere, vaak landelijke scholen geeft de directeur soms zelf nog les. In Vlaanderen geeft een op de zes directeurs les. Onder andere door fusies verandert het takenpakket van sommige directeurs in het lager en secundair onderwijs naar dat van een algemene manager.